# Galina Petrova
Pour les articles homonymes, voir Petrov.
Galina Konstantinova Petrova (cyrillique : Антонина Петрова), née le 9 septembre 1920 à Mykolaïv (aujourd'hui en Ukraine) et morte le 8 décembre 1943 à Eltigen, était une infirmière, sergent-major dans le 356e bataillon indépendant de l'infanterie navale et un Héros de l'Union soviétique.

## Biographie
En 1940, elle entre à l'Institut d'ingénierie de Rostov-sur-le-Don, au département de sylviculture. L'année suivante, quand l'Allemagne lance l'opération Barbarossa, elle part à Krasnodar commencer des études de médecine.
Elle entre dans l'Armée rouge en 1942 en tant qu'infirmière. Elle participe à l'Opération Kertch–Eltigen en 1943 avec le 356e bataillon indépendant de l'infanterie navale. La nuit du 1er novembre 1943, elle sort une vingtaine de blessés d'un champ de bataille sous couvert de l'obscurité et traversé un champ de barbelés et de mines pour atteindre des blessés. Pour cet acte de bravoure, le Soviet suprême lui décerne le titre de Héros de l'Union soviétique le 17 novembre. Mois d'un mois plus tard, elle est touchée par un tir ennemi lors d'une contre-offensive allemande. Le lendemain, une bombe tombe sur l'école transformée en hôpital de campagne dans lequel elle est soignée, la tuant sur le coup. Elle est enterrée dans le « village des héros » en Crimée.

## Postérité
Dans sa ville natale, une rue porte son nom et l'apposition d'une plaque commémorative fut opérée en 2007.